# Antonio Maria Michetti
Antonio Maria Michetti (Roma, 1927 – Roma, 2010) è stato un ingegnere italiano.

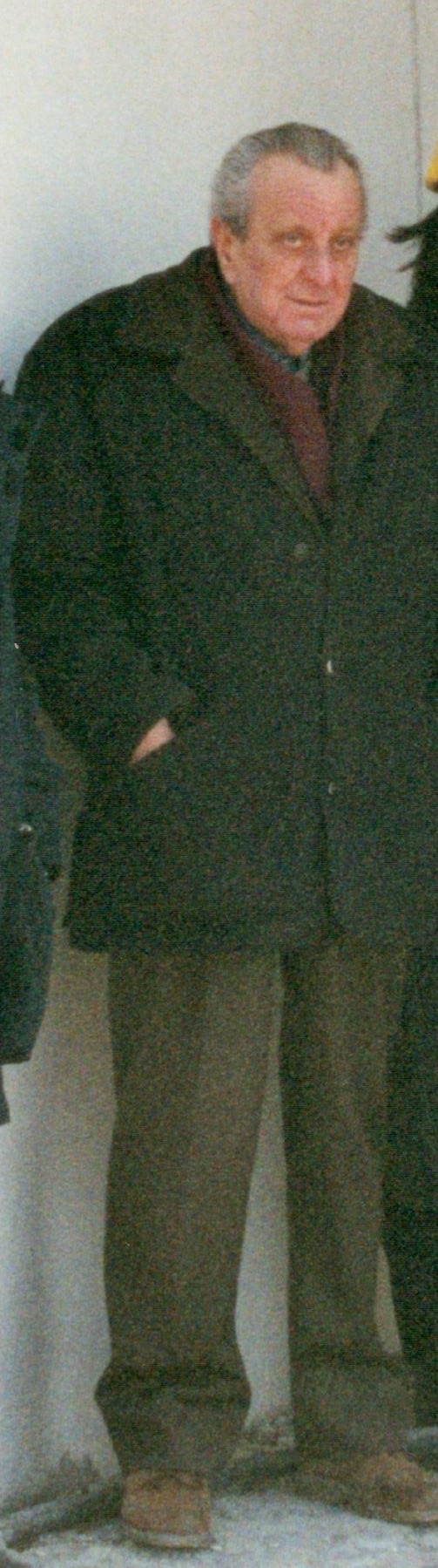
Antonio Maria Michetti

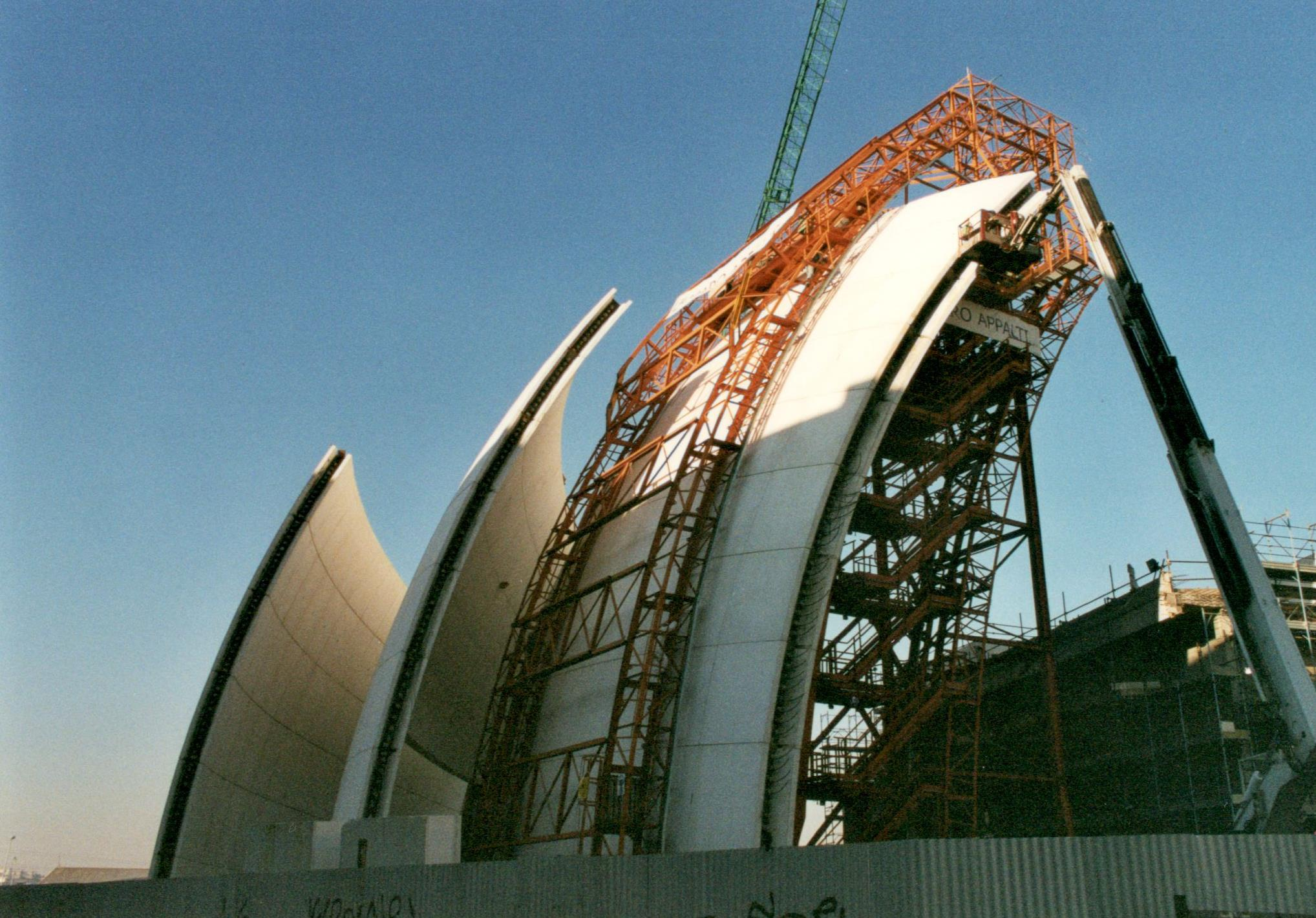
Le "vele" di Richard Meier in costruzione (Chiesa di Dio Padre misericordioso)

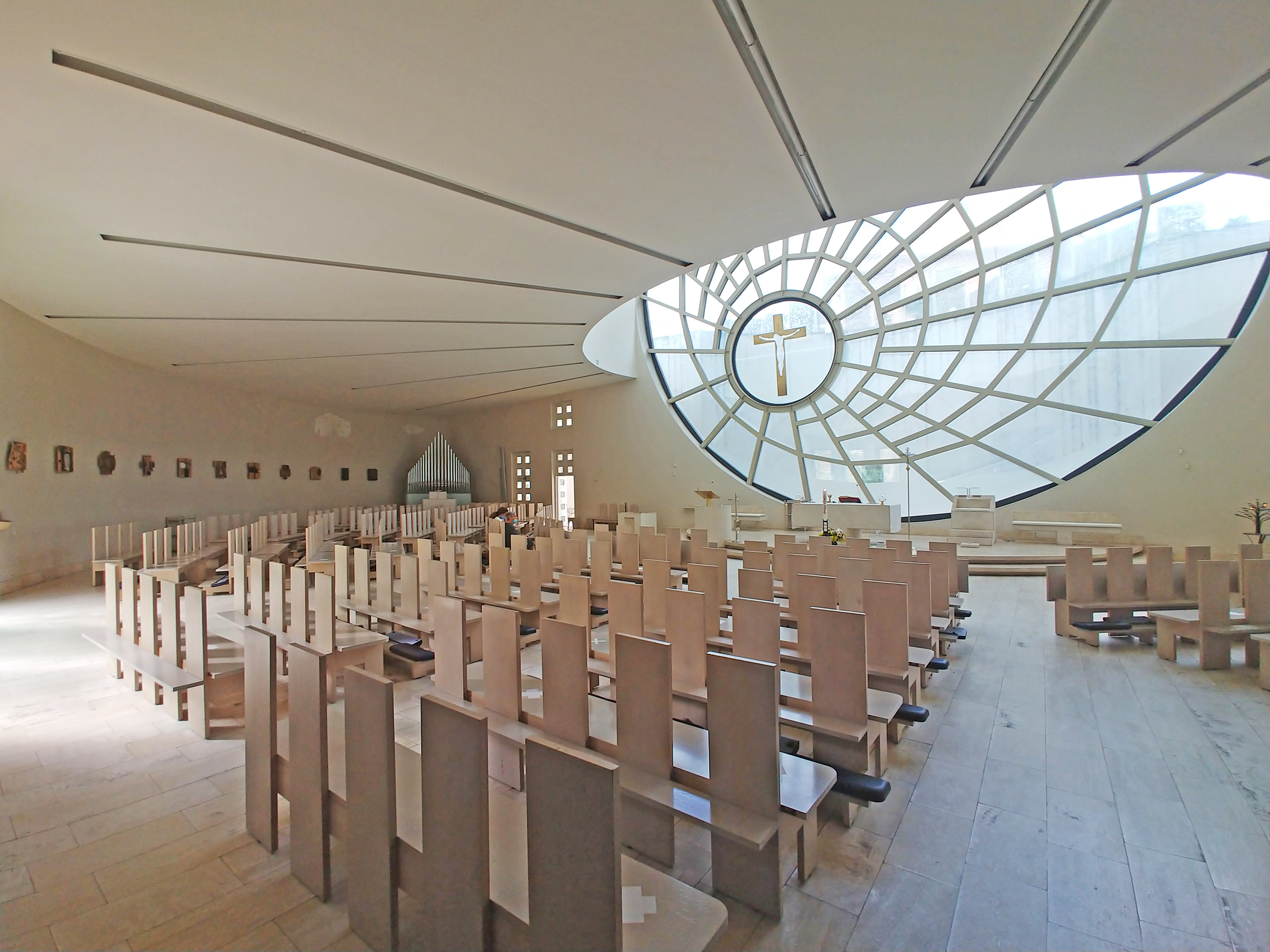
Chiesa del Santo Volto di Gesù (progetto di Piero Sartogo e Nathalie Grenon)

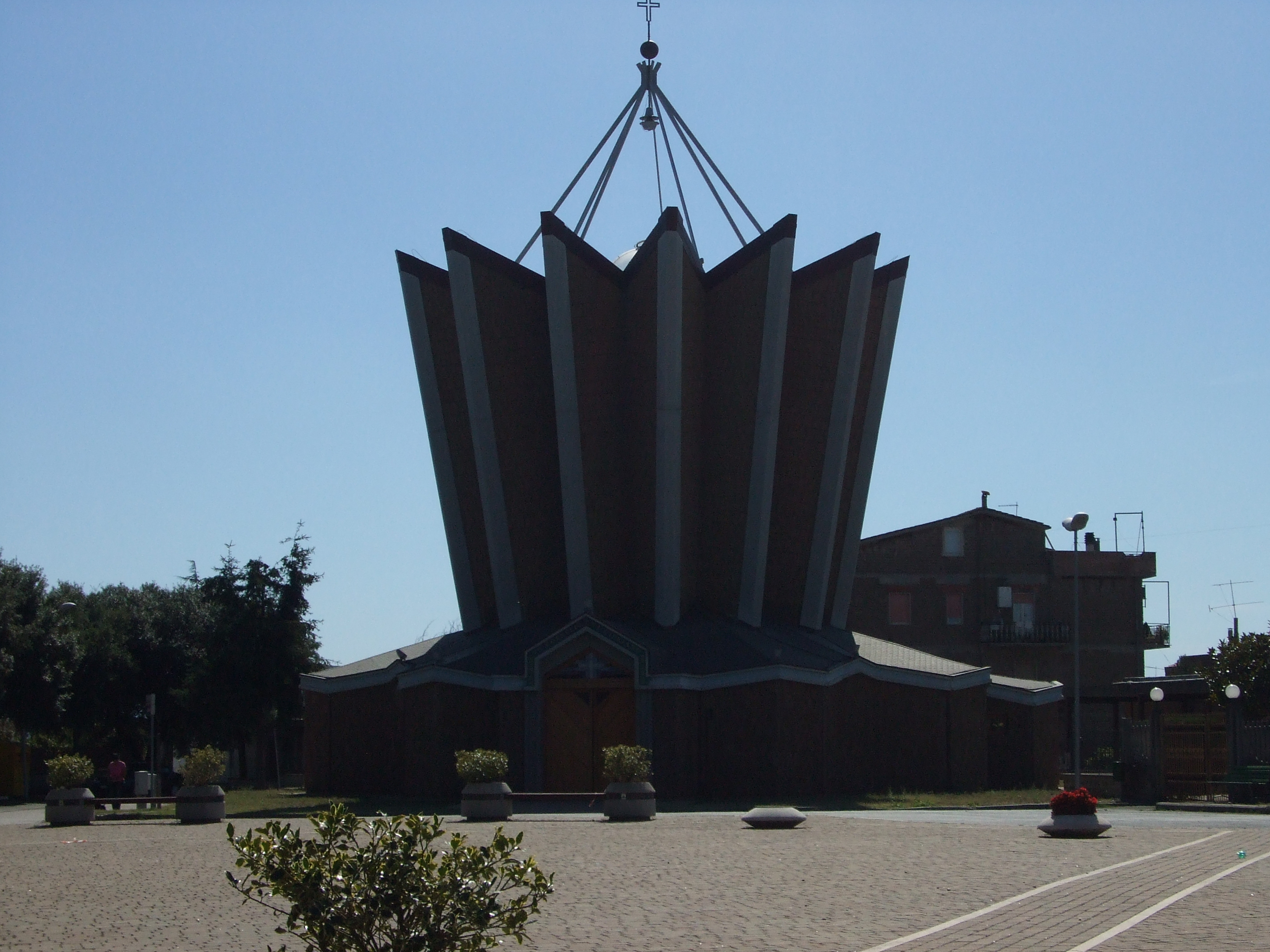
Chiesa di San Cipriano e Cornelio (Paolo Portoghesi, Calcata, Viterbo)

Allievo dell'ingegner Pier Luigi Nervi, è considerato uno dei progettisti di strutture di maggior rilievo nel panorama romano, un muratore che ha avuto la fortuna di studiare un poco di latino, come amava descriversi.

## Biografia
Figlio di un ufficiale dell'esercito e di un insegnante di scuola elementare ebbe cinque sorelle, tra le quali Maria Antonietta, di cinque anni maggiore, prese parte in prima persona alla lotta partigiana.
Laureatosi in Ingegneria a Roma nel 1954, inizia giovanissimo la sua attività universitaria come assistente del prof. Nervi, dal 1955 al 1961, alla cattedra di Tecnologia dei materiali e tecnica delle costruzioni presso la facoltà di architettura dell'università "La Sapienza" a Valle Giulia.
Continua con il prof. Gaetano Minnucci prima e come assistente ordinario del prof. Carlo Cestelli Guidi poi per approdare, dal 1974 in qualità di assistente incaricato, alla cattedra di Tecnica delle costruzioni, insegnamento che terrà ininterrottamente sino agli ultimi anni della sua vita, dedicando tutto se stesso alla formazione di professionisti per mezzo di una didattica tanto precisa quanto intelligente e appassionata.
Ha svolto un'intensa attività progettuale nel settore della statica, attraverso la concreta realizzazione o il restauro di ogni tipo di edificio e in molteplici ambiti, dal più semplice al più complesso, da quelli di civile abitazione a quelli commerciali, dalle scuole agli ospedali, dagli edifici per lo sport a quelli per il culto: gran parte delle strutture delle più importanti opere realizzate a Roma e non solo, negli ultimi quarant'anni, portano la sua firma.
Sempre teso a condividere e mai a competere, i suoi numerosissimi lavori lo hanno portato a collaborare con almeno tre generazioni di architetti, risolvendo i più complessi aspetti, non tanto e non solo strutturali, delle loro opere, quanto e soprattutto sostanziali, concettuali, sintattici ed espressivi: considerava il progetto nella sua unicità, affrontando sinergicamente i diversi problemi tecnici, con l'obiettivo di dare al progetto la possibilità di una solida, efficace ed economica soluzione.
Ha fatto parte di varie commissioni, tra cui quella di "Arte Sacra" del Vicariato di Roma e la Commissione Consultiva del Comune di Roma per la realizzazione di nuovi parcheggi.
In campo teorico, oltre ai numerosi studi sul cemento armato e all'estensione delle sezioni Struttura e geometria nell'architettura storica e Progettazione strutturale, rispettivamente nel "Manuale del Restauro architettonico" e nel "Nuovissimo Manuale dell'architetto", vanno ricordate le sue ricerche sui sistemi di calcolo, misura e ideazione di architetture del passato classico e sugli organismi a cupola di Roma antica, primo fra tutti il Pantheon, nonché sui temi specifici della commodulatio, della sezione aurea e del triangolo diofantino, affrontati anche in numerose conferenze.
Argomenti risultati ancora assai utili per risolvere i problemi di tante fabbriche contemporanee attraverso i suggerimenti delle tecniche più remote, per conferire credibilità ad una forma, senso architettonico e sostanza strutturale ad alcuni di quelli che resteranno come taluni dei più significativi "monumenti" romani di fine millennio.
Notevole uno dei suoi ultimi contributi nella realizzazione della Chiesa di Dio Padre misericordioso a Roma, firmata dall'archistar Richard Meier, per la quale il Michetti suggerisce di far rivivere le strutture antiche in modo critico e con tecnologie avanzate, con una soluzione più consona alla cultura costruttiva romana, ricorrendo a conci componibili e prefabbricati che consentano alle grandi pareti curve di ottenere l'effetto vela cercato, ma guadagnandone in sicurezza e durata: il sistema suggerito produce un vero scatto rispetto al valore estetico e comunicativo della forma, inserendosi nel percorso della ricerca moderna italiana, da Pierluigi Nervi a Riccardo Morandi in poi.
Nel marzo del 2002 viene nominato socio emerito dell'Unione Romana ingegneri e architetti.
Nel 2003 La Sapienza gli conferisce la laurea honoris causa in architettura come riconoscimento per la sua carriera e i suoi meriti, con la seguente motivazione: «Per aver unito le sue riconosciute capacità di tecnico ad una sensibilità architettonica capace di interpretare al meglio le qualità di ogni progetto; per il suo impareggiabile impegno didattico che ha consentito ad intere generazioni di architetti di impadronirsi dei segreti della scienza e dell'arte del costruire; per la passione e l'intelligenza nel comprendere e risolvere i piccoli e i grandi problemi dell'architettura e di un mestiere sempre inteso al generoso servizio della collettività».
L'archivio privato, dichiarato dalla Soprintendenza archivistica per il Lazio in data 12 marzo 2007, costituito da una cospicua documentazione tecnica, relativa ai lavori svolti dallo studio del prof. Michetti, dal 1958 al 2004, per importanti architetti della seconda metà del ‘900, è stato donato all'Archivio Centrale dello Stato.
Dopo lunga malattia si spegne all'età di ottantatré anni.

## Opere scelte
- 1959/1960 – Grattacielo Italia, piazza Guglielmo Marconi 25 all'Eur, Roma (ex piazza Italia) - (progetto architettonico: Luigi Mattioni; progetto strutturale: A. M. Michetti)
- 1966/1972 – Sede dell'Ordine dei Medici della Provincia di Roma, via Giovanni. Battista de Rossi 9, Roma[23][24] - (progetto architettonico: Piero Sartogo, Carlo Fegiz, Domenico Gimigliano; progetto strutturale: A. M. Michetti)
- 1974/1983 – Istituto tecnico industriale "A. Volta", via di Bravetta 541, Roma[25] - (progetto architettonico: Luigi Pellegrin, Carlo Cesana, Marta Daretti; progetto strutturale: A. M. Michetti)
- 1975 - Hotel Albani, via Adda 45, Roma - (progetto architettonico: Venturino Ventura; progetto strutturale: A. M. Michetti)
- 1977/1980 – Centro di formazione del Banco di Roma, via Antonio Conti all'Olgiata, Roma[26] - (progetto architettonico: Mauro Coronelli, Leonardo Cordone; progetto strutturale: A. M. Michetti)
- 1979/1984 – Chiesa parrocchiale di Santa Maria del Carmelo, piazza Beata Vergine del Carmelo 10, Roma[27][28] - (progetto architettonico: Giuseppe Spina; progetto strutturale: A. M. Michetti)
- 1980/1984 – Istituto Tecnico Commerciale Piero Calamandrei, via Emery 97, Roma - (progetto architettonico: Alberto Gatti, Diambra Gatti De Sanctis; progetto strutturale: A. M. Michetti, M. Tiberi)
- 1981/2005 – Università di Tor Vergata, via Cracovia 50, Roma[29][30] - (progetto architettonico: Alfredo Lambertucci, Marcello Rebecchini, Studio Valle progettazione, Vittorio De Feo; progetto strutturale: A. M. Michetti)
- 1984 – Nuova sede dell'Alitalia, Roma[31] - (progetto architettonico: Studio Passarelli, Studio Valle progettazione, Vittorio De Feo; progetto strutturale: A. M. Michetti)
- 1987/1990 – Ristrutturazione Stadio olimpico, viale dei gladiatori, Roma[32] - (progetto architettonico: Annibale Vitellozzi, Maurizio Clerici; progetto strutturale: Paolo Teresi, A. Michetti)
- 1987/1999 – Nuovo Santuario della Madonna del Divino Amore, via del Santuario a Castel di Leva, Roma - (progetto architettonico: Luigi Leoni; progetto strutturale: A. M. Michetti)
- 1988/1993 – Facoltà di Medicina e Chirurgia, via di Tor Vergata 135, Roma - (progetto architettonico: Alfredo Lambertucci; progetto strutturale: A. M. Michetti)
- 1990 – Consolidamento e trasformazione del complesso industriale "ex  Birra  Peroni" in autosilo multipiano, Via Mantova 24, Roma[33] - (progetto architettonico: Massimo Camillo Bodini; progetto strutturale: A. M. Michetti)
- 1990/1996 – Concorso internazionale per il nuovo museo dell'acropoli, Atene - 1º premio[34] - (progetto architettonico: Studio Passarelli, Manfredi Nicoletti; progetto strutturale: A. M. Michetti)
- 1992/1999 – Nostra Signora del Suffragio e S.Agostino di Canterbury, via Walter Tobagi 133, Roma[35] - (progetto architettonico: Francesco Beraruducci, Carlo Berarducci; progetto strutturale: A. M. Michetti)
- 1993/1995 - Chiesa di San Giuliano Martire, via Cassia 1035, Roma[36] - (progetto architettonico Igino Pineschi, Giovanni Pineschi, H. Floriani, F. De Pascale; progetto strutturale: A. M. Michetti)
- 1993/2005 – Sala d'esposizione nel Giardino Romano dei Musei Capitolini, piazza del Campidoglio, Roma[37] - (progetto architettonico: Carlo Aymonino; progetto strutturale: A. M. Michetti)
- 1995 – Restauro e ristrutturazione dell'ex Istituto dei Ciechi di Guerra per l'Università LUISS, via Parenzo 11, Roma[31] - (progetto architettonico: Studio Passarelli; progetto strutturale: A. M. Michetti)
- 1995/2003 – Nuovo Municipio del comune di Fiumicino, via Portuense 2498, Roma[38] - (progetto architettonico Alessandro Anselmi, Maurizio Castelli, Pia Pascalino, Natale Russo; progetto strutturale: A. M. Michetti
- 1996/2003 – Chiesa di Dio Padre misericordioso, via Francesco Tovaglieri 194, Roma[39][40] - (progetto architettonico: Richard Meier & Partners Architects; consulente strutturale del Vicariato di Roma e collaudatore in corso d'opera: A. M. Michetti; direttore del servizio tecnico Italcementi: Gennaro Guala; Direzione lavori per il servizio tecnico del Vicariato: Ignazio Breccia)
- 1997 – Chiesa di San Giuseppe, Auschwitz (Oswiecim)[41][42] - (progetto architettonico: Angelo Molfetta; progetto strutturale: A. M. Michetti)
- 1997/2000 – Rettorato, Facoltà e Dipartimento di Giurisprudenza di Roma Tre, via Ostiense 161, Roma[43] - (progetto architettonico: Giuseppe Pasquali, Alfredo Passeri; progetto strutturale: A. M. Michetti, Lino Perfetti)
- 2000/2001 – Chiesa di San Maurizio Martire, via del Poggio di Acilia 110, Acilia, Roma[44][45] - (progetto architettonico: Enzo Capoferri, Padre Costantino Ruggeri, Cosmo Altomare; progetto strutturale: A. M. Michetti)
- 2000/2002 – Istituto di ricovero e cura a carattere scientifico fondazione Santa Lucia, via Ardeatina 306-354, Roma[46] - (progetto architettonico: Luigi Moretti, Patrizia Iandolo; progetto strutturale: A. M. Michetti)
- 2000/2005 - Chiesa Parrocchiale della Natività di Maria Santissima, via Santi Martiri di Selva Candida 7, Roma[47][48] - (progetto architettonico: Studio Passarelli, Tullio Leonori; progetto strutturale: A. M. Michetti)
- 2003/2006 – Chiesa del Santo Volto di Gesù, via della Magliana 162, Roma[49][50] - (progetto architettonico: Sartogo Architetti Associati; Piero Sartogo, Nathalie De Grenon; progetto strutturale: A. M. Michetti, Giuseppe Silvetti, Lino Perfetti)
- 2006/2009 – Chiesa dei SS. Cipriano e Cornelio, Calcata, Viterbo[51][52]- (progetto architettonico: Paolo Portoghesi, Giovanna Massobrio; progetto strutturale: A. M. Michetti)
- 2007 – Casa De Risi, Bellegra, Roma[53][54][55]- (progetto architettonico: Sergio Bianchi; progetto strutturale: A. M. Michetti, Francesco Redi)
- 2010/2011 – Seconda fase ampliamento del cimitero, Terni, Viterbo[56] - (progetto architettonico: Giuseppe Strappa, Tiziana Casatelli, Paola Di Giuliomaria, Mario Pisani; progetto strutturale: A. M. Michetti).

## Riconoscimenti
- Socio emerito dell'Unione Romana ingegneri e architetti - 23 marzo 2002[57]
- Laurea honoris causa  -  Facoltà di architettura dell'Università degli studi di Roma La Sapienza, Aula magna di Valle Giulia - 3 marzo 2003[58]

## Scritti
- A. M. Michetti, Possibili costruzioni delle ellissi del Colosseo, in "Disegnare. Idee immagini", Gangemi editore, anno X, n°. 18/19, 1999, numero doppio monografico, pp. 89–98, ISBN 9788849200553, ISBN 8849200552[59].
- A. M. Michetti, Andrea Cinuzzi, I dubbi ingegneristici sul Ponte dello stretto, in "L'architetto Italiano", n°. 5, gennaio 2005, Carlo Mancosu editore[60].
- A. M. Michetti, Struttura e geometria nell'architettura storica, in Aa.V.v, "Il manuale del restauro architettonico", a cura di Luca Zevi, Carlo Mancosu editore, 2001, rev. 2002, rev. 2007, PP. 888, ISBN 978-88-87017-00-7[61][62].
- A. M. Michetti, Andrea Cinuzzi, Principi di logica strutturale, in "L'Ingegnere. Edilizia, ambiente, territorio", Carlo Mancosu editore, n°. 35, gennaio-febbraio 2011, pp. 6–39[63].
- Andrea Cinuzzi, A. M. Michetti, Aspetti strutturali, pp. 20–79, in Il ponte sullo stretto. Rischi, dubbi, danni e verità nascoste, a cura di Carlo Mancosu, Andrea Cinuzzi, Antonio Maria Michetti, Luigi Prestinenza Puglisi, Grandi Tascabili di architettura, Carlo Mancosu editore, marzo 2015, pp. 256, ISBN 978-88-96589-00-7[64][65]
- A. M. Michetti, Progettazione strutturale, in "Il nuovissimo manuale dell'architetto", a cura di Carlo Mancosu, Bruno Zevi, Luca Zevi, Carlo Mancosu editore, I grandi manuali di architettura, 2019, 3 voll., pp. 1828, ISBN 9788896589267[66]

## Video
- A. M. Michetti, Il Prof Antonio Maria Michetti su Pier Luigi Nervi, convegno all'associazione culturale degli zingari, 3 aprile 1996, Casa delle culture, Roma[67]
- A. M. Michetti, Aspetti scientifici delle tecniche costruttive antiche, Lectio Magistralis presso la Facoltà di Architettura di Roma "La Sapienza", (Valle Giulia), Aula Magna 11 giugno 2002, 1ª parte[68]
- A. M. Michetti, Aspetti scientifici delle tecniche costruttive antiche, Lectio Magistralis presso la Facoltà di Architettura di Roma "La Sapienza" (Valle Giulia), Aula Magna 11 giugno 2002, 2ª parte[69]
- A. M. Michetti, Fabrizio Esposito, Geometria e calcolo. Il triangolo d'oro nella costruzione, Conferenza tenuta al corso di progettazione architettonica assistita presso la Facoltà di Architettura di Roma "La Sapienza", titolare prof. Antonino Saggio, 21 marzo 2005, Intro, 1ª parte, 2ª parte, Ing. Fabrizio Esposito[70]
- In ricordo del Prof. Antonio Maria Michetti: tra insegnamento e professione, convegno 11 giugno 2019, casa dell'architettura, ordine degli architetti, pianificatori, paesaggisti e conservatori di Roma e provincia, 1ª parte[71][72]
- In ricordo del Prof.Antonio Maria Michetti. Tra insegnamento e professione, convegno 11 giugno 2019, casa dell'architettura, ordine degli architetti, pianificatori, paesaggisti e conservatori di Roma e provincia, 2ª parte[73]